# Halbeswig
Halbeswig ist ein Ortsteil der Gemeinde Bestwig. Im Januar 2020 hatte Halbeswig 7 Einwohner. Der Ort besteht im Wesentlichen aus einem historischen Bauernhof und liegt auf 380 m Höhe. Verwaltungsmäßig gehört der Ort zu Velmede.
Im Mittelalter befand sich dort eine Femegerichtsstätte. Daher wird der Hof noch immer auch als „Richterhof“ bezeichnet. Der Hof verfügt noch heute über eine mittelalterliche Pflasterung. Die Katharinenkapelle wurde 1866 mit einem achteckigen Grundriss erbaut. Der Hof und die Kapelle stehen unter Denkmalschutz.
Etwa im Jahr 1865 wurde Halbeswig durch Ausgliederung aus Velmede neu gebildet. Bis zur Eingemeindung nach Velmede am 1. April 1938 war Halbeswig eine selbständige Gemeinde.
Auf dem Gebiet des Ortes befindet sich ein großer Diabas-Steinbruch, siehe Steinbruch Halbeswig.